# Alticorpus geoffreyi
Alticorpus geoffreyi és una espècie de peix de la família dels cíclids i de l'ordre dels perciformes.

## Morfologia
Els mascles poden assolir els 15,5 cm de longitud total.

## Distribució geogràfica
Es troba a l'Àfrica oriental: llac Malawi.